# .pg
pg. هو امتداد خاص بالعناوين الإلكترونية (نطاق) domain للمواقع التي تنتمي إلى بابوا غينيا الجديدة. يتم تسجيل العناوين الثانوية تحت امتدادات .com.pg، .net.pg، .ac.pg، .gov.pg، .mil.pg، .org.pg.